# Андрей Хочевар
Андрей Хочевар (словен. Andrej Hočevar; 21 листопада 1984, Любляна, Югославія) — словенський хокеїст, воротар. Виступає за «Сокіл» (Київ) у Професіональній хокейній лізі.
Вихованець хокейної школи «Олімпія» (Любляна). Виступав за «Олімпія» (Любляна), «Єсеніце», «Понтебба», «Анже».
У складі національної збірної Словенії учасник чемпіонатів світу 2005, 2006, 2007 (дивізіон I), 2008, 2009 (дивізіон I), 2010 (дивізіон I) і 2011. У складі молодіжної збірної Словенії учасник чемпіонатів світу 2002 (дивізіон I), 2003 (дивізіон I) і 2004 (дивізіон I). У складі юніорської збірної Словенії учасник чемпіонату Європи 2000 (дивізіон I) і чемпіонату світу 2002 (дивізіон I).
Досягнення
- Чемпіон Словенії (2003, 2004, 2008, 2009).